# شهرستان لانگ (جورجیا)
شهرستان لانگ، جورجیا (به انگلیسی: Long County, Georgia) یک سکونتگاه مسکونی در ایالات متحده آمریکا است که در جورجیا واقع شده‌است.